# Parim Päev EP
Parim Päev es el EP debut de la cantante Getter Jaani (Estonia) publicado el 9 de junio de 2010 por la discográfica Moonwalk.
El álbum fue lanzado como resultado de la participación de la cantante en la tercera edición del concurso de talentos Eesti otsib superstaari (versión estonia de Operación Triunfo) en la que terminó en cuarto lugar.
El álbum producido por Sven Lõhmus, fue distribuido físicamente sólo en Estonia, pero se puede comprar digitalmente en todo el mundo, en tiendas digitales como iTunes o Spotify.
A partir de este EP fueron dos sencillos: Parim Päev y Grammofon. Estas dos pistas, junto con Saladus se reinsertaron en el primer álbum de la cantante Rockefeller Street, publicado al año siguiente.

## Lista de canciones
| Parim Päev EP |                               |          |  |
| N.º           | Título                        | Duración |  |
| 1.            | «Parim Päev»                  | 3:37     |  |
| 2.            | «Grammofon»                   | 4:13     |  |
| 3.            | «Spin»                        | 2:08     |  |
| 4.            | «Suveööde Kuumuses»           | 3:01     |  |
| 5.            | «Walk Like An Egyptian»       | 2:32     |  |
| 6.            | «Saladus»                     | 3:48     |  |
| 7.            | «Parim Päev (Slo-Mo Version)» | 3:10     |  |
| 8.            | «Parim Päev (Club Mix)»       | 3:17     |  |
| 25:42         |                               |          |  |

- Datos: Q2468635